# Magyar–török háború (1437–41)

## A török terjeszkedés Szerbiában és Boszniában
Brankovics az egyik lányát II Murad szultánhoz, a másik leányát, Katalint, Zsigmond király sógorához, Cillei Ulrikhoz adta feleségül. Zsigmond király szívesen vette Brankovics újabb közeledését és a magyar fennhatóság elismerése fejében újabb nagybirtokokat adott neki Magyarországon. Miután kiderül Brankovics kettős játéka, Murád szultán nagyon megharagudott és miután Kisázsiából visszatért, 1436-ban ismét hadakat küldött Szerbiaba. Ostrovica és Boracs erődök bevétele után Ravanica kolostort dúlták fel. Radivoj, Osztoja fia, a szultán parancsára Boszniára támadt, hogy azt hatalmába kerítve, a szerbek hátába kerüljön. Tvartko Szura azonban visszaverte Radivoj hadait. Végül Brankovics a fiát tùszul, a lányát ténylegesen feleségül adta Murathoz.

## Az 1437-es sikeres szendrői hadjárat
1437 júniusában Murad megtámadta a szerbiai Szendröt. Zsigmond segítséget küldött: Szentmiklósi Pongrácz csapataihoz, Brandeisi Giskra György huszita seregét, emellett Hunyadi János is csatlakozott és rajtaütöttek a török ostromlókon, akik elmenekültek. Csáki László vajda egy erdélyi portyázó sereget semmisített meg. Ugyanekkor az erdélyi parasztháború után egyes török portyázó csapatok a Dunán is átkeltek Magyarországra és egészen Temesvár vidékéig hatoltak be 40 napon át raboltak és sok foglyot is magukkal vittek kihasználva a Zsigmond király halála miatti anarchiát

## A törökök 1438. évi betörése
Murád szultán ki akarta küszöbölni az 1437-ben Szendrőnél szenvedett kudarcát, s ezért amikor 1438 nyarán Kisázsiából Európába visszatért, parancsot adott a Szörényi bánságba és Erdélybe való betörésre.
A török portyázó hadat Evrenosz fia, Ali bég és Vlad Dracul vezették. A török–havasalföldi sereg Szörényvárnál kelt át a Dunán s onnan Orsova–Karánsebesen és a Vaskapun át tovább előnyomulva, Szászsebes előtt talált első komolyabb ellenállásra. A város polgáraival ismeretségben álló Vlad Drakul biztositotta a város feladását.
Szászsebes alól a portyázók egy része Medgyes alá vonult, melyet rohammal bevett, másik része pedig Nagyszebent fogta ostrom alá. De a város sikeresen védekezett s így a törökök nyolc napi hiábavaló erőlködés után a Barcaság felé vették útjukat s miután Brassó külvárosát felégették, 45 napi dúlás és fosztogatás után 70.000 fogollyal a Törcsvári szoroson át elhagyták Erdélyt.
Losonczy Dezső erdélyi vajda az ellenség betörésének hírére elrendelte a nemesi felkelést, de az előző parasztlázadásokban kifáradt nemesség csak kis számban jelent meg zászlói alatt, igy Losonczynak csupán arra volt lehetősége, hogy a betörés által érintett délvidékről az embereket és állatokat észak felé terelve biztonságba helyezze.
Miután híre jött, hogy a törökök előkészületeket tesznek, hogy a következő évben nagy sereggel jöhessenek be az országba, az ország rendei a még mindig Boroszlóban a lengyel béke felől tárgyaló Albert királyt visszatérésre biztatták, de az egyelőre csak Hunyadi Jánost, a husziták elleni harcokban többszörösen kitűnt, Itáliában is zsoldosként szolgált hadvezért küldte vissza haddal az alvidék védelmére.
Végül Albert király is hamarosan visszatér az országba és egyidejűleg 1439 február 2-ára Pozsonyba országgyűlést is hirdetett.

## Albert király török elleni hadjárata
Albert király Hunyadi Jánost és öccsét bízta meg Szörény védelmével, ö maga nemesi felkelést hirdetett, miután I Murád májusban betört Szerbiába és Szendrőt ostrom alá vette. Barankovics Magyarországra menekült, a fia védte Szendrőt. Albert 24000 fös serege Titel mellett maradt, mivel a török túlerő nagy volt. A tétlenség miatt Szendrő elesett augusztus 27-én, a csehek és lengyelek is támadták Albertet, így oda is csapatokat kellett küldeni. Murád végül Boszniát sarcolta meg és elvonult. Közben a magyar táborban vérhas ütötte fel a fejét, sokan hazamentek, végül Albert is megbetegedett és meghalt oktober 27-én.

## Nándorfehérvár első török ostroma 1440-ben
bövebben: Nándorfehérvár ostroma (1440)
Mialatt Magyarországon harc folyt a hatalomért I. Ulászló és Erzsébet királyné között, Murád szultán 1440. elején nagy sereggel ment Nándorfehérvár alá.
Nándorfehérvár parancsnoka a ragusai származású Thallóczy(Talovac)János(vagy Iván)várnai perjel, Thallóczy Máté testvére volt, aki a török sereg jövetelének hírére a várőrség egy részével eléje ment,meg is ütköztek, de aztán a túlerő miatt visszatértek a várba.
Murád szultán a várat a szárazföldről és a Duna felől is, mintegy 100 hajóval körülzárta s aztán hozzáfogott az ostromhoz. A falakat a törökök ágyúkkal és nehéz köveket hajító gépekkel lötték és sikerült is nekik néhány tornyot ledönteniük. De több heti ostrom után sem tudták elfoglalni a várat. Thallóczy főleg hatásos tüzérségének köszönhette, melynek lövegeit egyszerre 5–6 ólomgolyóval töltötték meg és kartácsként használták. Ali, Brenez fia, a az Ottománok ostrom szakértője, azt ajánlja a szultánnak, fúrasson aknát a falak alá. 20.000 embert rendeltek ki, akik éjjel-nappal dolgozzanak az aknán. Az aknaásó munkások a föld alatt már egészen a várfalakig eljutottak, amikor egy török
szolgálatban álló keresztény[vagy kém] a várba röpített nyílra erősített írással megírta a védőrségnek, hogy mi készül. Thallóczy ellenaknát ásatott és azt lőporral, kénnel és salétrommal megtöltve, a megfelelő pillanatban, gyújtatta meg. A légnyomás és a kéngőz az aknában dolgozó török ásók legnagyobb részét (állítólag 17.000 embert, de inkább ennek a 10-20%-ával kellene számolni) megölte. Ekkor érkezett Lenzyczki, Ulászló követe a szultán táborába, de Murád a béke felhívásra még csak nem is válaszolt és a lengyel követet magánál visszatartotta. Készült egyszerre szárazon és vízen a vár ostromára. Ali pasa az árkaival és sáncaival folyton közelebb jutott a vár falaihoz míg végül a szultán általános támadást parancsolt mind a vízi, mind a szárazföldi haderejének. A várvédők ekkor is ügyesen védekeztek. A Dunán közelgő oszmán hajókat a hajitógépekről jól irányzott, sűrű kőzápor fogadta, amely elsüllyesztette az oszmán hajók nagy részét. Szárazföldön Murád szultán faltörő gépeinek és harcosainak nagy tömegét egységes támadásra rendelte a vár ellen. Az oszmánok tömege áttört a falak résein, így az egymást folyton követő támadóknak végre sikerült a város nagy részét elfoglalnia. Ekkor Thallóczy ellentámadásba lendült teljes sikerre vezetett. A meglepett és megrémült ostromló sereg futással igyekezett a városból kimenekülni, és a nagy kavarodásban a rendetlenség és rémület csakhamar átterjedt a falakon kívül álló seregre is. Nagyban fokozta a zűrzavart a törökök fából készült tornyainak, faltörőinek sikeres felgyújtása. A kudarc és a lázongó katonák miatt október végén kiadta a szultán a parancsot a visszavonulásra. Ulászló követét azzal az üzenettel küldte vissza, hogy az általa ajánlott barátság zálogául adja át neki önként Nándorfehérvárt, vagy újra visszatér és mindent fel fog égetni. Nándorfehérvárról II. Murat szultán Macedónia felé vette útját, honnan sok fogollyal tért vissza a fővárosába, Drinápolyba.